# Schoenus sparteus
Schoenus sparteus är en halvgräsart som beskrevs av Robert Brown. Schoenus sparteus ingår i släktet axagssläktet, och familjen halvgräs. Inga underarter finns listade i Catalogue of Life.